# Бронхіоліт
Бронхіолі́т (англ. Bronchiolitis) — запалення бронхіол (дрібних дихальних шляхів у легенях). Виникає внаслідок вірусної інфекції, найчастіше у дітей віком до двох років.
Приблизно від 10 % до 30 % дітей віком до двох років здатні хворіти на бронхіоліт. Це зазвичай відбувається взимку в Північній півкулі. Це основна причина госпіталізації дітей віком до одного року. Госпіталізація потрібна в 2-3% випадків бронхіоліту у дітей віком до 12 місяців. Ризик смерті серед госпіталізованих становить близько 1 %.
Найчастіше виникає у клінічному перебігу респіраторно-синцитіальної інфекції через притаманне цій хворобі саме ураження бронхіол. Спалахи захворювання з бронхіолітом вперше були описані в 1940-х роках.

## Фактори ризику виникнення
Діти піддаються підвищеному ризику виникнення бронхіоліту, якщо вони мають будь-який із наведених нижче додаткових факторів:
- Недоношена дитина
- Вік на момент початку захворювання менше 3 місяців
- Вроджена вада серця
- Імунодефіцит
- Хронічні захворювання легень
- Неврологічні розлади
- Вплив тютюнового диму

## Класифікація
Згідно з МКХ-10 виділяють «J21» Гострий бронхіоліт:
- «J21.0» Гострий бронхіоліт, який спричинює респіраторно-сінцитіальний вірус
- «J21.8» Гострий бронхіоліт, який спричинюють інші уточнені агенти
- «J21.9» Гострий бронхіоліт, неуточнений

## Клінічні прояви
Оскільки бронхіоліт уражає головним чином немовлят раннього віку, клінічні прояви спочатку незначні:
- дитина може стати більш вередливою і мати труднощі з годуванням;
- субфебрильна температура (зазвичай < 37,5 °C), можлива гіпотермія у немовлят до 1 місяця;
- відбувається посилення нежиті та закладеності носа;
- апное може бути основним симптомом на ранніх стадіях захворювання;

Тяжкі випадки бронхіоліту можуть прогресувати протягом 48 годин до таких ознак:
- респіраторний дистрес-синдром із тахіпное, активна робота крил носа;
- дратівливість;
- ціаноз;

## Діагностика
Діагностичні критерії:
- Значне порушення загального стану, риніт, назофарингіт, катаральні прояви.
- Температура тіла частіше в нормі, іноді субфебрильна, вкрай рідко спостерігається гіпертермія.
- Виразна дихальна недостатність: задишка експіраторного характеру, активна участь в диханні допоміжної мускулатури, роздування крил носа, втягування міжреберних проміжків, ціаноз носогубного трикутника.
- Перкуторно є коробковий перкуторний звук.
- Аускультативно вислуховується жорстке дихання, видих подовжений, є вологі малозвучні дрібнопухірцеві хрипи, на видоху — сухі, свистячі хрипи.
- Є виразна тахікардія, тони серця ослаблені.
- На рентгенограмі грудної клітки є посилення судинного малюнку, підвищення прозорості легень за рахунок обтураційної емфіземи, посилення малюнка бронхів.

Діагностичне тестування є суперечливим, але зазвичай використовується для виключення інших діагнозів (наприклад, бактеріальної пневмонії, сепсису або застійної серцевої недостатності) або для підтвердження вірусної етіології та визначення необхідного інфекційного контролю для пацієнтів, які госпіталізовані. Тести, які зазвичай використовуються для оцінки пацієнтів із бронхіолітом, включають наступне:
- швидке тестування ампліфікації вірусного антигену або нуклеїнової кислоти назофарингеального секрету на респіраторно-синцитіальний вірус
- кислотно-основний баланс
- клінічний аналіз крові
- рівень С-реактивного білка
- пульсоксиметрія
- бактеріологічний посів крові
- клінічний аналіз сечі

Рентгенографія грудної клітки не є обов'язковою. Її слід робити дітям, які мають клінічне погіршення або знаходяться у групі високого ризику, як то у тих, хто має серцеві або легеневі захворювання.

## Лікування
Хворих обов'язково госпіталізують. Проводяться негайні заходи. Здійснюється санація верхніх дихальних шляхів за допомогою електровідсмоктувача, постурального або ж вібраційного дренажів. Застосовується оксигенотерапія 40 % зволоженим киснем, кожні 2 години, або 2-3 рази на добу, залежно від стану хворого. Незважаючи на те, що для лікування бронхіоліту використовувалися численні ліки, лише кисень помітно покращує стан маленьких дітей з бронхіолітом. Кисень зменшує роботу дихання, таким чином затримуючи настання втоми дихальних м’язів і дозволяючи іншим методам лікування працювати. Зволожений кисень вводять через носову канюлю, маску, наголовник або намет для підтримки черезшкірного насичення киснем вище 92%. Носова канюля є кращою, оскільки вона ефективна, мінімально інтрузивна і забезпечує повний доступ до дитини.
Рекомендуються муколітичні та відхаркувальні препарати синтетичного та рослинного походження. Найкраще інгаляційно: натрію бікарбонат, ацетилцистеїн, евкабал, алтей. Також можливе пероральне застосування: проспан, бромгексін, лазолван, калія йодид, гербіон тощо. Бронходилататорна терапія для розслаблення гладкої мускулатури бронхів, хоча й широко використовується, не підтримується як рутинна практика переконливими доказами. Якщо терапію бронходилататорами розпочато, її можна продовжувати у окремих пацієнтів, у яких спостерігається клінічне покращення.
Вводиться рідина з метою нормалізації кислотно-лужного стану крові, боротьби з інтоксикацією у вигляді колоїдних і кристалоїдних розчинів. Підтримуюча терапія включає зволожений кисень, гідратацію, кардіореспіраторний моніторинг, регуляцію температури тіла у маленьких дітей.
Призначаються антибактеріальні препарати: цефазолін, цефтріаксон, амоксицилін та його комбінації з клавулановою кислотою (аугментин, амоксиклав тощо). На початку ГРВІ призначаються противірусні препарати.
Призначаються кардіотонічні препарати за наявності вираженої тахікардії (строфантин, корглікон).
Геліокс (heliox) застосовували у пацієнтів з гострою астмою. Це може бути корисним доповненням до традиційної терапії у тяжкохворих дітей з бронхіолітом, спричиненим респіраторно-синцитіальним вірусом. Однак для оцінки ефективності цієї терапії необхідні подальші клінічні дослідження. Геліокс може бути корисним для інтубованих пацієнтів, стан яких не відповідає на звичайне лікування.